# Miopatia nemalinica
La miopatia nemalinica, detta anche miopatia filamentosa o miopatia bastoncellare ("nema" in greco significa proprio "bastoncello") è una malattia neuromuscolare congenita ereditaria che causa debolezza muscolare, generalmente non progressiva a gravità variabile.
"Miopatia" significa "malattia muscolare", ed una biopsia del muscolo di una persona con miopatia nemalinica mostra un'anomalia filiforme a forma di aste, chiamate corpi nemalinici, nelle cellule muscolari. Le persone con miopatia nemalinica (o NM) di solito hanno un ritardo nello sviluppo motorio e debolezza dei muscoli del braccio, delle gambe, del tronco, della gola e del viso.
Questa malattia è definita dalla presenza nel citoplasma delle fibre muscolari di piccole strutture bastoncellari, costituite da aggregati di proteine (alfa-actinina), correlati alla banda Z e ben visibili con l'esame in microscopia elettronica.
Questa malattia, di solito, è classificata in diversi gruppi a seconda della loro gravità, che può essere lieve (più comune), intermedio e grave con esordio in età adulta. I problemi respiratori sono una delle principali preoccupazioni in tutti i pazienti con miopatia nemalinica, ma in alcuni casi gravi, anche una minaccia di vita, cure aggressive permettono a molti individui di sopravvivere e avere una sufficiente qualità di vita.

## Qualità genetiche
La NM è una malattia clinicamente e geneticamente eterogenea. Si verificano entrambe le forme autosomiche recessive e autosomiche dominanti. Le mutazioni genetiche, sino ad ora trovate, responsabili della malattia comprendono
| Gene  | Tipo | OMIM   | Locazione                      | Note                                               |
| ----- | ---- | ------ | ------------------------------ | -------------------------------------------------- |
| TPM3  | NEM1 | 609284 |                                |                                                    |
| NEB   | NEM2 | 256030 | 2q22                           |                                                    |
| ACTA1 | NEM3 | 161800 | 1q22-q23, 9p13.2-p13.1, 1q42.1 |                                                    |
| TPM2  | NEM4 | 609285 |                                |                                                    |
| TNNT1 | NEM5 | 605355 | 19q13.4                        | Conosciuta anche come miopatia nemalinica di Amish |

Le capacità fisiche di una persona, con NM, non sempre si correlano bene né con genotipo né con patologie muscolari, come osservato nella biopsia.

## Storia e prima identificazione
La "miopatia bastoncellare" è stata identificata da Douglas Reye, un medico australiano, nel 1958. Tuttavia, i risultati di Reye non sono mai stati pubblicati perché un altro medico aveva respinto la sua scoperta delle "canne nel tessuto muscolare" come un artefatto della biopsia. Quarant'anni dopo, al paziente con "miopatia bastoncellare di Reye" è stato confermato di avere la miopatia nemalinica. Un altro gruppo di ricercatori australiani ha, da allora, pubblicato un articolo che riconosce Reye per il lavoro effettuato.
La "miopatia nemalinica" è stata denominata, per la prima volta, in un articolo pubblicato nel 1963 da ricercatori nordamericani Cohen e Shy. Oggi, i laboratori che effettuano la ricerca su NM si trovano negli Stati Uniti (Boston), in Finlandia e in Australia.

## Caratteristiche fisiche ed effetti
L'espressione fisica della miopatia nemalinica varia molto, ma la debolezza di solito è concentrata nei muscoli prossimali, in particolare nelle vie respiratorie, bulbari e nei muscoli del tronco. Le persone con miopatia nemalinica grave, di solito, sono colpiti dal momento della nascita, mentre quelli con NM intermedia o lieve può apparire inizialmente inalterata. I bambini con NM sono frequentemente "fiacchi" e ipotonici. I bambini nati con NM spesso acquistano forza man mano che crescono, anche se l'effetto della debolezza muscolare del corpo può diventare più evidente con il tempo. In genere gli adulti con NM hanno un fisico molto esile.

## Mobilità e ortopedia
La maggior parte dei bambini con NM lieve può camminare autonomamente, anche se spesso in età più avanzata rispetto ai loro coetanei. Alcuni dispositivi come le sedie a rotelle migliorano la loro mobilità. Gli individui con grave NM hanno generalmente un limitato movimento degli arti e utilizzano sedie a rotelle a tempo pieno.
A causa della debolezza dei muscoli del tronco, le persone con NM sono inclini a scoliosi, che di solito si sviluppa durante l'infanzia e peggiora durante la pubertà. Molti individui con NM sottoposti a intervento di fusione spinale per raddrizzare e stabilizzare le spalle. L'osteoporosi è comune anche in NM.

## Coinvolgimento delle vie respiratorie
L'attenzione ai problemi respiratori è fondamentale per la salute di tutte le persone con NM. I neonati con grave NM vanno incontro a problemi respiratori in corrispondenza o subito dopo la nascita. Molti sono ventilati tramite tracheotomia e, con una corretta assistenza respiratoria, possono raggiungere una buona condizione salutare. Sebbene la compromissione respiratoria può non essere immediatamente evidente nelle persone con NM intermedia o lieve, c'è quasi sempre in una certa misura. Come in molte malattie neuromuscolari, l'ipoventilazione, ad esordio precoce, può causare gravi problemi di salute, se non con l'utilizzo di dispositivi meccanici non invasivi (C-PAP) per aiutare la funzionalità respiratoria, soprattutto di notte.

## Comunicazione e alimentazione
La debolezza muscolare bulbare (gola) è una caratteristica principale della NM. La maggior parte delle persone con grave NM possono soffrire di grave disfagia, e per alimentarsi necessitano l'utilizzo della sonda gastrica per nutrizione (sondino naso-gastrico). La maggior parte delle persone con NM intermedia e lieve riescono ancora ad alimentarsi con diete per disfagici. La compromissione muscolare bulbare può anche portare difficoltà di comunicazione. I pazienti affetti da NM utilizzano spesso l'apparato nasale, per comunicare, a causa della scarsa chiusura del porto velo-faringeo (tra il palato molle e la parte posteriore della gola). Abilità comunicative possono essere aumentate attraverso la logopedia, protesi per via orale, chirurgia e dispositivi di comunicazione aumentativa. Le persone con NM sono di solito molto socievoli e intelligenti, con una grande voglia di comunicare.

## Comunità Nemalinica
Nel 1999, è stata lanciata la prima pagina web non-medica sulla NM. Nel mese di ottobre del 2004 si è tenuto il primo convegno sulla NM a Toronto, in Canada. Un secondo convegno si è svolto nell'estate del 2007 a Edimburgo, in Scozia. Nel marzo 2006, Niki Shisler ha pubblicato un libro, Fragile, in cui ha raccontato le sue esperienze sulla nascita dei figli gemelli con grave NM.